# Porta Calcinara
Porta Calcinara è una delle numerose porte dell'antica cinta muraria di Pavia, affacciata sul Ticino si trova ancor oggi percorrendo il Lungoticino Visconti.

## Storia
Risalente al XII secolo, seppur fu oggetto di rimaneggiamenti nel Quattrocento, la porta fu inclusa nelle mura spagnole tra il 1557 e il 1560, la demolizione, tra Otto e Novecento, della cerchia muraria bastionata, risparmiò la struttura, che fu lasciata isolata. Il nome deriverebbe dalla presenza di attracchi fluviali, situati presso la porta, destinati allo scarico di calcina e di altri materiali edilizi.